# Wilhelm E. Liefland
Wilhelm Eberhard Liefland (* 1938 in Obernkirchen; † August 1980 vor Nordstrand) war ein deutscher Lyriker und Musikkritiker, speziell des Jazz.

## Leben
Liefland war ein Pastorensohn aus Norddeutschland. Er studierte in Heidelberg, Hamburg, Berlin, Frankfurt Theologie, Germanistik und Philosophie. 1969 machte er seinen Magister mit einer Arbeit über Friedrich Theodor Vischer. Daneben hatte er Piano Unterricht (Klassik, Jazz). Er arbeitete ab 1969 für die Frankfurter Rundschau und schrieb von 1970 bis zu seinem Tod 1980 Jazzkritiken für diese Zeitung und das Jazz Podium. Seine Kritiken waren geprägt von seinem Herkommen aus der Frankfurter Schule. Ab 1977 lieferte er sich anlässlich des Erscheinens eines Sammelbandes von Arbeiten des bekannten Jazzautors und Produzenten („Jazzpapst“) Joachim Ernst Berendt („Ein Fenster aus Jazz“) einen heftigen öffentlichen Schlagabtausch., da er bei Berendt insbesondere die politische Dimension bei dessen Einschätzung des Free Jazz vernachlässigt sah. Außerdem beklagte er den „verlogenen“, „schmalzenden“, „autoritär schnarrenden“ Ton von Berendt, seinen Hang zu Selbstüberhöhung und religiösen Exkursen und ein Ausnutzen seiner im deutschen Jazz übermächtigen Position. Vorher hatte Liefland den „Kommerzialismus“ des Pächters und Mitbesitzers des Frankfurter Jazzkellers Willi Geipel angegriffen, worüber sich Berendt persönlich in einem Brief an ihn beklagt hatte. In einem nachfolgenden kontroversen Leserbrief-Austausch in der Frankfurter Rundschau 1977 nahm unter anderem Eberhard Weber für Liefland Partei.
Er veröffentlichte Gedichte in Anthologien und einem Gedichtband, verbrannte aber seine Gedichte aus früheren Jahren vor seinem Wechsel zum Musikkritiker Ende der 1960er Jahre. In Frankfurt führte er auch Jazz & Lyrik-Programme durch, insbesondere ab 1978 mit dem Trio von Michel Pilz, Buschi Niebergall und Uwe Schmitt.
Liefland hatte seine Alkoholprobleme (wobei er zeitweise stationär behandelt wurde) ab Mitte der 1970er Jahre überwunden, hatte aber nach einem Überfall einen Rückfall und starb im Watt vor Nordstrand. Sein Nachlass ist im Jazzinstitut Darmstadt. Die Gruppe Voices (Heinz Sauer, Christof Lauer, Bob Degen, Thomas Heidepriem, Ralf Hübner) benannte ihr Album Für Wilhelm E. nach ihm.
Axel Springer-Vorstand Mathias Döpfner nannte ihn in seiner 1991 veröffentlichten Dissertation einen „maßgeblichen Pionier fachlicher Popularmusikkritik in Deutschland“. Wolfgang Sandner hob die reinigende Kraft seiner Kritiken hervor, die die Jazzkritik auch danach nur selten erreichte.

## Schriften
- Jazz, Musik, Kritik, Verlag der Buchhandlung Raymund Dillmann, Kriftel 1992 (Musikkritiken, Auswahl 1970 bis 1980, Vorwort von Hans-Klaus Jungheinrich Mit freundlicher Unerbittlichkeit)
- Gesänge entlang der Angst – Sechsundsechzig Gedichte, Verlagsgesellschaft Greno, Heusenstamm 1975 (Lyrik, 102 Seiten), Neuauflage Dillmann 1981
- Poesie – das dichterische Werk, Wolke Verlag, Hofheim 1987 (Herausgeberin Jutta Dillmann)
- mit Herbert Joos: Chet- an illustrated portrait, Bonz 1990 (über Chet Baker, Zeichnungen von Joos, mit Gedichten von Liefland, 64 Seiten, in limitierter Auflage von 1000 Exemplaren erschienen)
- Das Loch in der Scene: Vom Jazz und von der Utopie und von der Erstarrung im Frankfurter Jazz Keller, abgedruckt in: Johannes Oehlmann (Herausgeber) Jazzaz – Texte zur Jazzmusik, Focus, Giessen 1982.

## Diskographie
- Jazzensemble des Hessischen Rundfunks: Atmospheric Conditions Permitting; ECM 517 354-2. 1967–1993 (enthält u. a. zwei Gedichte von Liefland, „Oben“ und „Schattenlehre“, die er zur Musik von Pilz, Niebergall, Bob Degen und Ralf Hübner vorträgt)